# 多花冰草
多花冰草（学名：Agropyron cristatum var. pluriflorum）为禾本科冰草属下的一个变种。